# اورین مالو-برتون
اورین مالو-برتون (فرانسوی: Auriane Mallo-Breton‎؛ زادهٔ ۱۱ اکتبر ۱۹۹۳) شمشیرباز زن اهل فرانسه است.
وی در مسابقات کشوری و بین‌المللی در مجموع برندهٔ ۳ مدال طلا، ۳ مدال نقره، ۱ مدال برنز شده است.